# Quicksilva
Quicksilva war eine britische Software-Firma für Computerspiele, die besonders zu Beginn der 1980er-Jahre durch ihre Softwareveröffentlichungen bekannt wurde. Die Firma wurde von John Hollis und Nick Lambert gegründet.
Zu den bekannten Spielen der Firma gehörten Jeff Minters Gridrunner (1983), Bugaboo (1983), ein Titel der von der spanischen Softwarefirma Indescomp S. A. lizenziert wurde, und Sandy Whites Ant Attack (1983).
Die erfolgreichste Zeit hatte die Firma in den Jahren 1983–1984, in der sie die Homecomputerversion von Star Raiders (unter dem Namen Time-Gate (1983)) auf den Markt brachten und auch die erste Homecomputerversion des Spiels Battlezone (1984) veröffentlichten.
Im Jahre 1987 wurde der Name der Firma von Grandslam Entertainment gekauft. Das letzte Spiel, das unter dem Namen Quicksilva veröffentlicht wurde, war Pac-Land (1989).
Quicksilva veröffentlichte Spiele für die Heimcomputer Commodore 64 und ZX Spectrum, aber auch für den VC 20, Dragon 32, BBC Micro und Acorn Atom.